# 장경수 (작사가)
장경수는 대한민국의 작사가로  1953년 1월 23일 강원도 속초시에서 태어났다.
조용필의 <상처>, 최진희의 <꼬마인형>, 박정식의 <천년바위>등 1000여곡이 넘는 노래를 만든 작사가다.
1977년 이태원에 살 때 ‘신중현과 더맨’이라는 그룹에서 드러머로 활동하는 남철진씨 소개로  예비군 훈련장에서 가수 함중아를 만났고 함중아가 친형인 함정필 작곡가를 소개해준것이 작사가 입문의 계기가됐다.

## 대표곡
- 조용필 <상처>
- 송대관 <정 때문에>
- 최진희 <꼬마인형>
- 유미리 <젊음의 노트>
- 박정식 <천년바위>
- 윤희상 <카스바의 여인>